# 趙茂
趙 茂（ちょう も、1099年9月1日 - 11月17日）は、北宋の哲宗の息子。賢妃劉氏（昭懐皇后）の息子で、純美帝姫の同母弟である。

## 生涯
元符2年8月8日（1099年9月1日）未時に生まれ、夜間に官員たちが集合して祝賀した。9月、劉氏は皇后に昇進した。
生まれながらにして病弱で、医術の甲斐もなく、同年閏9月26日（11月17日）未時に夭折した。趙茂と名付けられ、越王の位号を追贈され、「沖献」と諡されて、奉先資福禅院に葬られた。3日後、姉の純美帝姫も病没した。父の哲宗は悲嘆のあまり10日間絶食して、自身も健康を害し、3カ月後の元符3年（1100年）1月に崩じた。
哲宗の崩御後まもなく、元祐皇后（哲宗の廃后）が皇宮に召還され、殺害された卓氏が趙茂の実母であったと噂された。同年5月、劉皇后は激怒して上奏文で自身の潔白を公表し、公開審判を請求した。崇寧元年（1101年）、徽宗により劉皇后の名誉が回復され、趙茂は皇太子の位を追贈されて「献愍」と改諡され、哲宗の永泰陵に従葬された。

## 伝記資料
- 『皇宋十朝綱要』
- 『曾公遺録』
- 『宋会要輯稿』